# Jared Tallent
Jared Tallent OAM (Ballarat, 17 de outubro de 1984) é um marchador e campeão olímpico australiano. Com uma carreira de mais de uma década dedicada à marcha atlética, ele tem oito medalhas em Jogos Olímpicos, Campeonatos Mundiais de Atletismo e Jogos da Commonwealth.
Sua primeira conquista em grandes eventos internacionais foi em Pequim 2008, quando conquistou o bronze nos 20 km, prova que não é a sua especialidade maior na marcha atlética. Uma semana depois, conquistou a medalha de prata na distância mais longa e de sua especialidade, a marcha de 50 km, tornando-se o primeiro australiano a ganhar duas medalhas olímpicas no atletismo na mesma Olimpíada desde Munique 1972 e o primeiro homem a fazê-lo em 102 anos.
No início de 2011, ele conquistou o título nacional australiano de marcha, enquanto sua esposa, Claire Tallent, também marchadora e também sua técnica, conquistou o título na prova feminina. No Campeonato Mundial de Atletismo de 2011 em Daegu, ganhou a medalha de bronze nos 50 km. Outra medalha de bronze seguiu-se no Mundial de Moscou em 2013 e uma terceira medalha mundial, de prata, foi conquistada nos 50 km em Pequim 2015. Em maio de 2016, na Taça do Mundo de Marcha Atlética realizada em Roma, Itália, ele ficou em segundo nos 50 km atrás do italiano Alex Schwazer, campeão olímpico em Pequim 2008, que voltava às competições depois de uma suspensão de quatro anos causada por doping. Em junho, porém, Schwazer foi novamente denunciado por uso de EPO, numa amostra colhida em janeiro do mesmo ano, logo após seu retorno às competições, e rechecada em maio, o que pode significar o título mundial ser passado para Tallent e o banimento definitivo do italiano do esporte.
Seu grande momento na carreira, porém, veio em Londres 2012, mas não pode ser comemorado nem reconhecido à época. Neste Jogos Olímpicos, Tallent ficou com a medalha de prata nos 50 km, chegando depois do russo Sergey Kirdyapkin. Em março de 2016, a meio a um grande caso de doping descoberto entre atletas da Rússia que remontava aos Jogos Olímpicos de Pequim e Londres, Kirdyapkin foi flagrado num exame positivo realizado nas amostras de atletas de 2012 com recursos tecnológicos mais avançados de investigação, e teve todas as suas marcas, medalhas e vitórias no período anuladas. Tallent, que por anos tem declarado sobre estar sempre competindo limpamente e perdendo apenas para atletas dopados, herdou a medalha de ouro após quatro anos e a recebeu oficialmente numa cerimônia realizada em Melbourne em 17 de junho de 2016, das mãos do vice-presidente do COI e presidente do Comitê Olímpico Australiano, John Coates.
Na Rio 2016, ficou com a medalha de prata com um tempo de 3:41:16, atrás do eslovaco Matej Tóth.